# Cour d'appel des États-Unis pour le huitième circuit
La cour d’appel des États-Unis pour le huitième circuit (United States Court of Appeals for the Eighth Circuit), sise à Saint-Louis, est une Cour d'appel fédérale américaine, devant laquelle sont interjetés les appels en provenance des 10 Cours de district (United States District Court) suivantes :
| États          | Districts          | Nombre de Comté    | Comtés |
| -------------- | ------------------ | ------------------ | --- |
| Arkansas       | est                | 41                 | Arkansas, Chicot, Clay, Cleburne, Cleveland, Conway, Craighead, Crittenden, Cross, Dallas, Desha, Drew, Faulkner, Fulton, Grant, Greene, Independence, Izard, Jackson, Jefferson, Lawrence, Lee, Lincoln, Lonoke, Mississippi, Monroe, Perry, Phillips, Poinsett, Pope, Prairie, Pulaski, Randolph, Saline, Sharp, Saint-Francis, Stone, Van Buren, White, Woodruff et Yell, |
| Arkansas       | ouest              | 34                 | Ashley, Baxter, Benton, Boone, Bradley, Calhoun, Carroll, Clark, Columbia, Crawford, Franklin, Garland, Hempstead, Hot Spring, Howard, Johnson, Lafayette, Little River, Logan, Madison, Marion, Miller, Montgomery, Nevada, Newton, Ouachita, Pike, Polk, Scott, Searcy, Sebastian, Sevier, Union et Washington. |
| Dakota du Nord | Totalité de l’État | Totalité de l’État | Totalité de l’État |
| Dakota du Sud  | Totalité de l’État | Totalité de l’État | Totalité de l’État |
| Iowa           | nord               | 52                 | Allamakee, Benton, Black Hawk, Bremer, Buchanan, Buena Vista, Butler, Calhoun, Carroll, Cedar, Cerro Gordo, Cherokee, Chichasaw, Clay, Clayton, Crawford, Delaware, Dickinson, Dubuque, Emmet, Fayette, Floyd, Franklin, Grundy, Hamilton, Hancock, Hardin, Howard, Humboldt, Ida, Iowa, Jackson, Jones, Kossuth, Linn, Lyon, Mitchell, Monona, O'Brien, Osceola, Palo Alto, Plymouth, Pochaontas, Sac, Sioux, Tama, Webster, Winnebago, Winneshiek, Woodbury, Worth et Wright.                                                                                     |
| Iowa           | sud                | 47                 | Adair, Adams, Appanoose, Audubon, Boone, Cass, Clarke, Clinton, Dallas, Davis, Decatur, Des Moines, Fremont · Greene, Guthrie, Harrison, Henry, Jasper, Jefferson, Johnson, Keokuk, Lee, Louisa, Lucas, Madison, Mahaska, Marion, Marshall, Mills, Monroe, Montgomery, Muscatine, Page, Polk, Pottawattamie, Poweshiek, Ringgold, Scott, Shelby, Story, Taylor, Union, Van Buren, Wapello, Warren, Washington et Wayne. |
| Minnesota      | Totalité de l’État | Totalité de l’État | Totalité de l’État |
| Missouri       | est                | 48                 | Adair, Audrain, Bollinger, Butler, Cape Girardeau, Carter, Chariton, Clark, Crawford, Dent, Dunklin, Franklin, Gasconade, Iron, Jefferson, Knox, Lewis, Lincoln, Linn, Macon, Madison, Maries, Marion, Monroe, Mississippi, New Madrid, Montgomery, Pemiscot, Perry, Phelps, Pike, Ralls, Randolph, Reynolds, Ripley, Saint Charles, Saint Francois, Sainte-Geneviève, Saint-Louis, Schuyler, Scotland, Scott, Shannon, Shelby, Stoddard, Warren, Washington et Wayne                                                                                               |
| Missouri       | ouest              | 66                 | Andrew, Atchison, Barry, Barton, Bates, Benton, Boone, Buchanan, Caldwell, Callaway, Camden, Carroll, Cass, Cedar, Christian, Clay, Clinton, Cole, Cooper, Dade, Dallas, Daviess, DeKalb, Douglas, Gentry, Greene, Grundy, Harrison, Henry, Hickory, Holt, Howard, Howell, Jackson, Jasper, Johnson, Laclede, Lafayette, Lawrence, Livingston, McDonald, Mercer, Miller, Moniteau, Morgan, Newton, Nodaway, Oregon, Osage, Ozark, Pettis, Platte, Polk, Pulaski, Putnam, Ray, Saint Clair, Saline, Stone, Sullivan, Taney, Texas, Vernon, Webster, Worth et Wright. |
| Nebraska       | Totalité de l’État | Totalité de l’État | Totalité de l’État |